# Gary Muller
Gary Muller (* 27. Dezember 1964 in Durban) ist ein ehemaliger südafrikanischer Tennisspieler.

## Leben
Muller wurde 1985 Tennisprofi und stand im darauffolgenden Jahr im Halbfinale des Challenger-Turniers von Jerusalem, welches er in der Doppelkonkurrenz gewinnen konnte. Er gewann zwei Einzeltitel auf der Challenger-Tour, spezialisierte sich jedoch hauptsächlich auf das Herrendoppel. Seinen ersten Doppeltitel auf der ATP World Tour erreichte er 1987 an der Seite von Gary Donnelly in Schenectady. Im Laufe seiner Karriere gewann er insgesamt acht Doppelturniere. Zudem stand er in zwölf Finalbegegnungen, darunter bei den Masters-Turnieren von Cincinnati, Indian Wells und Stockholm. Seine höchste Notierung in der Tennis-Weltrangliste erreichte er 1990 mit Position 49 im Einzel sowie 1993 mit Position sieben im Doppel. Sein letztes Profimatch bestritt Muller zusammen mit seinem Doppelpartner Marcos Ondruska im September 1997 beim Grand-Prix in Bournemouth.
Sein bestes Einzelergebnis bei einem Grand-Slam-Turnier war das Erreichen der dritten Runde bei den Australian Open und den US Open. In der Doppelkonkurrenz erreichte er das Halbfinale der Australian Open, von Wimbledon und der US Open.
Muller spielte zwischen 1995 und 1996 zwei Doppelpartien für die südafrikanische Davis-Cup-Mannschaft, seine Bilanz war 1:1. Bei der Viertelfinalniederlage gegen Russland verlor er die Doppelbegegnung an der Seite von Wayne Ferreira, sein zweites und letztes Doppel gewann er bei der Erstrundenpartie gegen Österreich.

## Erfolge
| Legende                       |
| Grand Slam                    |
| Tennis Masters Cup            |
| ATP Masters Series            |
| ATP International Series Gold |
| ATP International Series (8)  |
| ATP Challenger Tour (4)       |

### Einzel

#### Turniersiege
| Nr. | Datum             | Turnier  | Belag     | Finalgegner  | Ergebnis      |
| --- | ----------------- | -------- | --------- | ------------ | ------------- |
| 1.  | 28. November 1988 | Durban   | Hartplatz | Royce Deppe  | 6:3, 7:5      |
| 2.  | 9. April 1990     | Kapstadt | Hartplatz | Jeremy Bates | 5:7, 6:2, 6:3 |

### Doppel

#### Turniersiege

##### ATP Tour
| Nr. | Datum            | Turnier     | Belag     | Partner       | Finalgegner                         | Ergebnis      |
| --- | ---------------- | ----------- | --------- | ------------- | ----------------------------------- | ------------- |
| 1.  | 20. Juli 1987    | Schenectady | Hartplatz | Gary Donnelly | Brad Pearce Jim Pugh                | 7:6, 6:2      |
| 2.  | 24. Juli 1989    | Washington  | Hartplatz | Neil Broad    | Jim Grabb Patrick McEnroe           | 6:7, 7:6, 6:4 |
| 3.  | 1. Oktober 1990  | Toulouse    | Hartplatz | Neil Broad    | Michael Mortensen Michiel Schapers  | 7:6, 6:4      |
| 4.  | 8. Juli 1991     | Gstaad      | Sand      | Danie Visser  | Guy Forget Jakob Hlasek             | 7:6, 6:4      |
| 5.  | 14. Oktober 1991 | Wien        | Teppich   | Anders Järryd | Patrick McEnroe Jakob Hlasek        | 6:4, 7:5      |
| 6.  | 20. April 1992   | Seoul       | Hartplatz | Kevin Curren  | Kelly Evernden Brad Pearce          | 7:6, 6:4      |
| 7.  | 18. Oktober 1993 | Lyon        | Teppich   | Danie Visser  | John-Laffnie de Jager Stefan Kruger | 6:3, 7:6      |
| 8.  | 10. Februar 1997 | San José    | Hartplatz | Brian MacPhie | Mark Knowles Daniel Nestor          | 4:6, 7:6, 7:5 |

##### Challenger Tour
| Nr. | Datum         | Turnier     | Belag     | Partner      | Finalgegner                | Ergebnis |
| --- | ------------- | ----------- | --------- | ------------ | -------------------------- | -------- |
| 1.  | 7. April 1986 | Jerusalem   | Hartplatz | Brian Levine | Leo Palin Olli Rahnasto    | 6:3, 6:4 |
| 2.  | 14. Juli 1986 | Schenectady | Hartplatz | Todd Nelson  | Matt Anger Russell Simpson | 6:2, 6:4 |

#### Finalteilnahmen
| Nr. | Datum              | Turnier      | Belag         | Partner       | Finalgegner                        | Ergebnis      |
| --- | ------------------ | ------------ | ------------- | ------------- | ---------------------------------- | ------------- |
| 1.  | 20. November 1988  | Johannesburg | Hartplatz (i) | Tim Wilkison  | Kevin Curren David Pate            | 6:7, 4:6      |
| 2.  | 6. August 1990     | Cincinnati   | Hartplatz     | Neil Broad    | Darren Cahill Mark Kratzmann       | 6:7, 2:6      |
| 3.  | 24. September 1990 | Basel        | Hartplatz (i) | Neil Broad    | Stefan Kruger Christo van Rensburg | 6:4, 6:7, 3:6 |
| 4.  | 16. Februar 1992   | Memphis      | Teppich (i)   | Kevin Curren  | Todd Woodbridge Mark Woodforde     | 5:7, 6:4, 6:7 |
| 5.  | 19. April 1993     | Seoul        | Hartplatz     | Neil Broad    | Jan Apell Peter Nyborg             | 7:5, 6:7, 2:6 |
| 6.  | 7. Juni 1993       | Queen’s Club | Rasen         | Neil Broad    | Todd Woodbridge Mark Woodforde     | 7:6, 3:6, 4:6 |
| 7.  | 19. Juli 1993      | Stuttgart    | Sand          | Piet Norval   | Tom Nijssen Cyril Suk              | 6:7, 3:6      |
| 8.  | 31. Oktober 1993   | Stockholm    | Teppich (i)   | Danie Visser  | Todd Woodbridge Mark Woodforde     | 1:6, 6:3, 2:6 |
| 9.  | 13. Juni 1994      | Halle        | Rasen         | Henri Leconte | Olivier Delaître Guy Forget        | 4:6, 7:6, 4:6 |
| 10. | 10. Oktober 1994   | Ostrava      | Teppich (i)   | Piet Norval   | Martin Damm Karel Nováček          | 4:6, 6:1, 3:6 |
| 11. | 6. März 1995       | Indian Wells | Hartplatz     | Piet Norval   | Tommy Ho Brett Steven              | 4:6, 6:7      |
| 12. | 7. Oktober 1996    | Peking       | Teppich (i)   | Patrik Kühnen | Martin Damm Andrei Olchowski       | 4:6, 5:7      |